# Xrdp
xrdp는 마이크로소프트 RDP(원격 데스크톱 프로토콜) 서버의 자유-오픈 소스 구현체이며 마이크로소프트 윈도우 외의 운영 체제(예: 리눅스, BSD 스타일 운영 체제)들이 온전히 기능하는 RDP 호환 원격 데스크톱 경험을 제공할 수 있게 한다. X 윈도 시스템의 그래픽을 클라이언트에 전송하고 클라이언트로부터 컨트롤을 X 윈도 서버로 릴레이하는 방식으로 동작한다.
개발자들에 따르면 이 프로토콜은 rdesktop, FreeRDP, 마이크로소프트 자체 원격 데스크톱 클라이언트와 동작한다.